# Дзамарашдон
Дзамарашдон (осет. Дзамарасы дон) — река в России, протекает в Республике Северная Осетия-Алания. Правый приток реки Фиагдон. Длина реки составляет 10 км, площадь водосборного бассейна 37,2 км².
Верхнее течение реки протекает по высогорному ущелью Дзамарашком, граничащему с грузинским Трусовским ущельем.
Сливаясь с Бугультадоном Дзамарашдон образует реку Фиагдон.

## Данные водного реестра
По данным государственного водного реестра России относится к Западно-Каспийскому бассейновому округу, водохозяйственный участок реки — Ардон. Речной бассейн реки — реки бассейна Каспийского моря междуречья Терека и Волги.
Код объекта в государственном водном реестре — 07020000112108200003375.

## Топографические карты
- Лист карты K-38-41 Мизур. Масштаб: 1 : 100 000. Состояние местности на 1984 год. Издание 1988 г.